# جو سينكلير
جو سينكلير (بالإنجليزية: Jo Sinclair)‏ (و. 1913 – 1995 م) هي كاتب عمومي، وروائية، وكاتبة من الولايات المتحدة الأمريكية . ولدت في بروكلين .
توفيت في بنسيلفانيا .